# Simulium artum
Simulium artum är en tvåvingeart som beskrevs av Sato, Takaoka och Saito 2005. Simulium artum ingår i släktet Simulium och familjen knott.
Artens utbredningsområde är Thailand. Inga underarter finns listade i Catalogue of Life.